# 同じ時給で働く友達の美人ママ
「同じ時給で働く友達の美人ママ」（おなじじきゅうではたらくともだちのびじんママ）は、スマイレージのメジャー3枚目、インディーズから通算して7枚目のシングル。2010年9月29日に発売された。

## 概要
ミュージック・ビデオには、モーニング娘。OGの辻希美が「美人ママ」役として出演している。カップリング曲「ちょこっとLOVE」は、プッチモニの楽曲をカバーしたもの。
初回生産限定盤A、初回生産限定盤B、通常盤の3形態で発売。初回生産限定盤にはそれぞれDVDが付属している。店頭特典として対象の各店舗にてトレーディングカード、ポスターが配布された。
発売を記念し、同年10月2日に東武百貨店池袋店・3日にラクーア・10日にアリオ鳳・11日にイオン千種ショッピングセンター・22日にタワーレコード福岡店・24日にサッポロファクトリーにてイベントが行われた。
購入者対象の抽選イベントへの応募に使用するシリアルナンバーカードが全種に封入されている（通常盤は初回製造分のみ）。イベントは11月14日に日本橋三井ホール・23日に今池ガスホールにて行われた。

## 収録曲
全作詞・作曲：つんく
1. 同じ時給で働く友達の美人ママ
  - 編曲：山崎淳
2. ちょこっとLOVE
  - 編曲：鈴木俊介
3. 同じ時給で働く友達の美人ママ (Instrumental)

## シングルV
2010年10月6日に発売された、上記作品のシングルDVD。

### 収録内容
1. 同じ時給で働く友達の美人ママ(MUSIC VIDEO)
2. 同じ時給で働く友達の美人ママ(アルバイトVer.)
3. メイキング映像

## 参加メンバー
- 1期：和田彩花、前田憂佳、福田花音、小川紗季

## 参加ミュージシャン
同じ時給で働く友達の美人ママ
- プログラミング&ギター&ベース：山崎淳
- コーラス：CHINO・つんく・SEISHIN・こーじ

ちょこっとLOVE
- プログラミング&ギター：鈴木俊介
- コーラス：つんく・松原憲